# Vrhnika (gemeente)
Vrhnika (Duits: Oberlaibach; Italiaans: Nauporto; Latijn: Nauportus) is een gemeente in de Sloveense regio Osrednjeslovenska en telt 17.729 inwoners (2002).

## Plaatsen in de gemeente
Bevke, Bistra, Blatna Brezovica, Drenov Grič, Jamnik, Jerinov grič, Lesno Brdo, Mala Ligojna, Marinčev grič, Mirke, Mizni dol, Padež, Podlipa, Pokojišče, Prezid, Sinja Gorica, Smrečje, Stara Vrhnika, Strmica, Trčkov grič, Velika Ligojna, Verd, Vrhnika, Zaplana, Zavrh pri Borovnici.
Borovnica · Brezovica · Dobrepolje · Dobrova-Polhov Gradec · Dol pri Ljubljani · Domžale · Grosuplje · Horjul · Ig · Ivančna Gorica · Kamnik · Komenda · Litija · Ljubljana · Log-Dragomer · Logatec · Lukovica · Medvode · Mengeš · Moravče · Škofljica · Šmartno pri Litiji · Trzin · Velike Lašče · Vodice · Vrhnika